# مخلد المختار
مخلد يحيى المختار (1948، الموصل- 29 سبتمبر 2017، النمسا) هو رسام وفن تشكيلي عراقي.

## حياته
ولد لاسرة موصلية عريقة، والده يحيى الخطاط مختار محلة باب لكش في الموصل ومن وجهاء محافظة نينوى، وهو من مؤسسي النهضة الثقافية في العراق، وينتسب لعشيرة العبيد، وهي من العشائر العربية في العراق والوطن العربي؛ حاصل على شهادة البكلوريوس في فن الرسم من أكاديمية الفنون الجميلة جامعة بغداد عام 1973، وحاصل على دبلوم عالي في الديكور والتزيين، من أكاديمية روما للفنون الجميلة عام 1977، وتخرج بدرجة امتياز، واكمل دراستة في روما على نفقته الخاصة، وحاصل على شهادة دبلوم الكفاءة في الفن التشكيلي من المركز العالمي بإيطاليا، وحاصل على شهادة دبلوم الكفاءة للفنانين المعاصرين في العالم من إيطاليا.

## المعارض والمشاركات
- 1972 المعرض الشخصي الأول / على قاعة أكاديمية الفنون الجميلة - بغداد
- 1977 المعرض الشخصي / مقاطعة اوبريا / مدينة بيروجا – إيطاليا
- 1987 المعرض الشخصي / على قاعة المرسم الحر - الكويت
- 1992 المعرض الشخصي / قاعة عين - بغداد
- 1993 المعرض الشخصي / قاعة لاكازا.... الدوار الخامس / عمان / الأردن
- 1995 المعرض الشخصي / قاعة المركز الثقافي الروسي / تونس العاصمة
- 1997 المعرض الشخصي / قاعة 88 / الكرادة / بغداد
- 1997 المعرض الشخصي / قاعة رواق فنون / المنزه الساد س / تونس العاصمة
- 1998 المعرض الشخصي / الاسطورة والتراث / بغداد
- 1999 المعرض الشخصي / قاعة الصراف / بغداد
- 2001 المعرض الشخصي / قاعة روكسي / مدينة اولم / ألمانيا
- 2002 المعرض الشخصي / العاصمة بكين / الصين
- 2003 المعرض الشخصي / العاصمة موسكو / روسيا
- 2004 المعرض الشخصي / قاعة برود وي / العاصمة عمان / الأردن
- 2004 المعرض الشخصي / قاعة النادي الارثودكسي / عمان / الأردن
- 2006 المعرض الشخصي / قاعة الاحتفالات / قصر روتال / فينا / النمسا
- 2007 المعرض الشخصي / في المهرجان التشكيلي الدولي 2007
- مدينة نورن بيرك الألمانية / Haltestelle kunst 2007المعرض الشخصي / كيلري تايم / القاعة السوداء / فينا / النمسا

- 2012 معرض شخصي في البرلمان النمساوي في فيينا لحضور جمع من البرلمانيين والمثقفين وعشاق الفن

## المشاركة في المهرجنات
1. في عام 1975 / شارك في مهرجان المرسم الحر / مدينة روكا دي البابا / ايطا ليا
2. في عام 1976 / شارك في معرض التشكيليين العرب / قاعة الزيا / روما / ايطا ليا.
3. في عام 1977 / شارك في المعرض المشترك للفنانين العرب / اقيم من قبل جمعية الصداقة الإيطالية العربية / روما.
4. منذ عام 1978 ولغاية 2003 / شارك في كافة معارض جمعية التشكيليين ونقابة الفنانين العراقيين ودائرة الفنون التشكيلية / وزارة الثقافة العراقية / داخل العراق وخارجه.

## المشاركة في المعارض التشكيلية
1. شارك في المعارض المعاصرة التي اقيمت في كل من البلدان / سوريا / اليمن / تونس / قبرص / فنزويلا / قطر / ايطاليا / المعهد العالم العربي، باريس / لندن / مصر / الكويت / الأردن / سلطنة عمان / اليابان / النمسا / ألمانيا / روسيا / إسبانيا •
2. في عام 1986 / شارك في معرض بينالي القاهرة / مصر .
3. في عام 1998 / شارك في معرض بينالي القاهرة / مصر •
4. في عام 1999 / شارك معرض في البينالي الآسيوي التاسع / بنكلاديش •
5. شارك في مهرجان بغداد التشكيلي الدولي / الأول / الثاني / الثالث •
6. في عام 2000 / شارك في المعرض الدولي / AIAP / الذي اقيم في مدينة ريفولي الايطا لية •
7. شارك في المعرض العراقي المشترك / مدينة طرابلس / لبنان 2002 / المشاركة في المعرض العراقي المشترك / قاعة الاونسكو / بيروت / لبنان

## الجوائز
1. في عام 1975 / حصل على الميدالية الفضية / من قبل البابا جوفاني / الفاتيكان / روما / ايطا ليا •
2. في عام 1979/ حصل على الجائزة الأولى (الريشة الذهبية) ايطا ليا •
3. في عام 1977 / حصل على الميدالية الذهبية (المعرض الدولي ارت روما) ايطا ليا •
4. في عام 1985 / حصل على جائزة بيكاسو الدولية الأولى (معرض بيكاسو ميرو) بغداد •
5. في عام 1998 / حصل على وسام 7 نوفمبر الذهبي / منح له من قبل الجمهورية التونسية •
6. في عام 2005 / حصل على تكريم من لدن الملك عبد الله الثاني / ملك الأردن

## المواقع الوظيفية الوطنية
1. من عام 1972 الى 1982 / شغل موقع عميد لمعهد الفنون الجميلة في بغداد.
2. شغل موقع عضو مجلس إدارة السينما والمسرح العراقي للفترة من / 1978 ولغاية 1982 وكان له الدور الكبير بالمشاركة بضمان حرية الفنان المخرج وصرف له تخصيصات مجزية لعمله الفني المتحرر .
3. انتخب نائبا لنقيب الفنانين العراقيين / 1983.
4. انتخب نائبا لرئيس جمعية التشكيليين العراقيين من 1986 الى  / 1990.
5. انتخب رئيسا لجمعية التشكيليين العراقيين من 1990 الى 1997.
6. شغل موقع نائب لرئيس اللجنة الوطنية للفنون التشكيلية العراقية / 1999.

## التدريس في الجامعات
1. من عام 1982الى 1998 / قام بتدريس مادة الرسم والتخطيط والألوان والتصميم في كلية الفنون الجميلة جامعة بغداد.
2. من عام 1998 الى 2003 شغل موقع مدير عام دائرة الفنون التشكيلية العراقية / في وزارة الثقافة العراقية.

## الحضور الدولي والمؤتمرات
1. 1978 / مثل العراق في الجانب التشكيلي (في المؤتمر العالمي للفنون المتضمن / افكار واراء وقوانين حول حصانة الفنان المحترف في العالم) اليونسكو / باريس
2. في عام 1979 / مثل العراق في المؤتمر الثالث لاتحاد التشكيليين العرب / طرابلس / ليبيا.
3. في عام 1983 / مثل العراق في المؤتمر الرابع لاتحاد التشكيليين العرب في بغداد
4. في عام 1993 / مثل العراق في المؤتمر التاسع للفنانين التشكيليين الالمان
5. في عام 1989 / مثل العراق في المؤتمر الحادي عشر للرابطة الدولية للفنون التشكيلية AIAB في مدريد / إسبانيا / برفقة اساتذته كل من الأستاذ فائق حسن وإسماعيل الشيخلي.

## العضويات
1. عضو فاعل في منظمة السلم والتضامن العالمي، اخر مؤتمر كان لنا حضور في 2002 في قبرص لدعم فلسطين والسلام.
2. عضو ناشط في الرابطة الدولية للفنون التشكيلية / AIAB
3. عضو نقابة الفنانين العراقيين
4. عضو جمعية التشكيليين العراقيين
5. عضو اتحاد الأدباء والكتاب العراقيين / النقد التشكيلي.
6. عضو شرف في رابطة التشكيليين الأردنيين
7. عضو جمعية الصداقة الألمانية العربية لهوات الراديو (DAFK).
8. انتخب عضوا في المجمع العلمي العراقي (دائرة العلوم الإنسانية) 1999 / 2003
9. حصل على شهادة خبير قضائي في مجال الفنون التشكيلية من محكمة استئناف بغداد بتاريخ / 22 / 11 / 1998 وفق قانون الخبراء رقم / 163 / لسنة1964.
10. عضو ناشط في المكتب الفدرالي للفنون / شون برون / النمسا.